# Möhrenbach
Möhrenbach é uma vila e antigo município da Alemanha localizado no distrito de Ilm-Kreis, estado da Turíngia. Pertencia ao Verwaltungsgemeinschaft de Langer Berg. Atualmente, forma parte do município de Ilmenau.